# 비선형 방정식
비선형 방정식(非線型方程式)은 일차 함수식처럼 변수들 사이의 관계가 직선적으로 증가하거나 감소하는 것이 아니라, 변수들 사이의 관계가 곡선적으로 증가하거나 감소하는 현상을 나타내는 방정식을 말한다. 따라서 일반적으로 선형방정식의 미지수 차수가 1차인데 대해서 비선형 방정식은 2차이상이다.

## 같이 보기
- 멱수